# 陶布
陶布是匈牙利的城鎮，位於該國西南部，距離首都布達佩斯175公里，由紹莫吉州負責管轄，面積25.86平方公里，2011年人口4,315，其中約六成居民信奉天主教。

## 外部連結
- Tab City Homepage （页面存档备份，存于） （匈牙利文）
- Street map （页面存档备份，存于） （匈牙利文）